# الساسک، ساسکاچوان
الساسک، ساسکاچوان (به انگلیسی: Alsask, Saskatchewan) یک منطقهٔ مسکونی در کانادا است که در ساسکاچوان واقع شده‌است.

## خصوصیات
الساسک ۱٫۶۶ کیلومترمربع مساحت و ۱۲۹ نفر جمعیت دارد.